# Агота Кристоф
Агота Кристоф (мађ. Kristóf Ágota; 30. октобар 1935 – 27. јул 2011)  је била мађарски писац која је живела у Швајцарској и писала на француском. Кристоф је за Велику свеску (1986) добила европску награду за француску књижевност. Добила је награду Готфрид Келер 2001. у Швајцарској и Аустријску државну награду за европску књижевност 2008.

## Биографија
Агота Кристоф рођена је у Csikvánd, Мађарска, 30. октобра 1935. У 21. години морала је да напусти своју земљу када је совјетска војска сузбила мађарску антикомунистичку револуцију. Она, њен супруг (који јој је некада био наставник историје у школи) и њихова четворомесечна ћерка побегли су у Нојшател у Швајцарској. После 5 година самоће и изгнанства, напустила је посао у фабрици и напустила мужа. Почела је да студира француски језик и почела је да пише романе на том језику.

## Списатењски рад
Први кораци као писаца Агота Кристоф били су у сфери поезије и позоришта (John et Joe, Un rat qui passe), аспекти њеног писања који нису имали толико велики утицај као њена трилогија. 1986. појавио се први Кристофов роман, Велика свеска. Био је то почетак трилогије. Наставак под називом Доказ дошао је две године касније. Трећи део објављен је 1991. године под насловом Трећа лаж. Најважније теме ове трилогије су рат и разарање, љубав и усамљеност, промискуитетни, очајни и сексуални сусрети који траже пажњу, жеља и губитак, истина и измишљотина.
Добила је европску награду за француску књижевност за Велику свеску. Овај роман је преведен на више од 40 језика. 1995. објавила је нови роман Јуче. Агота Кристоф је такође написала књигу L'analphabète и објављену 2004. године. Ово је аутобиографски текст. Истражује њену љубав према читању као малог детета и путујемо с њом у интернат, преко границе према Аустрији, а затим до Швајцарске. Присиљена да напусти своју земљу због неуспеха антикомунистичке побуне, нада се бољем животу у Цириху.
Већину њених дела објавила је издања Сеуил у Паризу. Недавно су објављене две нове кратке приче у колекцији Мини Зое под називом "Où es-tu Mathias?" (2006) и „Line, le temps“. Имена Матиас и Лине су из њених претходних романа.
Умрла је 27. јула 2011. године у свом дому у Нојшател-у. Њено имање је архивирано у швајцарском књижевном архиву у Берну.

## Утицај
На видео игру Мајка 3 утицале су главне теме Велике свеске. Главни ликови Лукас и Клаус названи су по приповедачима књиге. Дизајнер игре, Shigesato Itoi, сам објављени аутор, упоредио је роман повољно са RPG-ом. Северно Амерички писац Стивен Бичи ју је именовао као утицај на роман Boneyard. 
Brucio nel vento(Горим на ветру, 2002) је филм заснован на роману Hier (Јуче), редитеља Силвиа Солдинија. Le Continent K.(1998) и Agota Kristof, 9 ans plus tard ... (2006) су два кратка документарна филма о Аготи Кристоф у режији Eric Bergkrautа.
Велика свеска је адаптирана у филм 2013. године.
2014. роман је за сцену прилагодила британска савремена позоришна компанија Forced Entertainment.

## Награде
Агота Кристоф је добитница више награда, међу којима су:
- италијанско признање „Алберто Моравија“ (1988),
- швајцарске награде „Готфрид Келер“ (2001) и „Фридрих Шилер“ (2005),
- аустријска награда за европску књижевност (2008) и
- мађарска државна награда „Кошут“(2011).[8]